# Divatte
Die Divatte ist ein Fluss in der französischen Region Pays de la Loire.

## Verlauf
Sie entspringt im Gemeindegebiet von Montrevault-sur-Èvre und entwässert zunächst in südwestlicher Richtung. In der Gegend von La Boissière-du-Doré schwenkt sie nach Nordwest, bildet in ihrem Unterlauf die Grenze zwischen den Départements Maine-et-Loire und Loire-Atlantique und mündet nach insgesamt rund 31 Kilometern unterhalb von La Varenne als linker Nebenfluss in einen Seitenarm der Loire.

## Orte am Fluss
- Saint-Christophe-la-Couperie
- La Boissière-du-Doré
- La Remaudière
- Barbechat, Gemeinde Divatte-sur-Loire
- La Varenne